# Karres
Karres je rakouská obec ve spolkové zemi Tyrolsko, v okrese Imst. V obci žije 609 obyvatel.

## Geografie

### Poloha
Karres leží v údolí Oberinntal na úpatí Tschirgant na slunném jižním svahu v blízkosti ústí řeky Pitze do řeky Inn. Vesnice leží nad řekou Inn, která zde vytváří hlubokou rokli.
Obec má rozlohu 7,52 km², z toho 14,6 % je zemědělská půda, 2 % připadá na alpské louky a 71,5 % tvoří lesy. Z celkové plochy území je 25,5 % osídleno.

### Okolní obce
Karres sousedí s obcemi
| Tarrenz         | Tarrenz | Haiming |
|                 |         |         |
| Arzl im Pitztal |         | Roppen  |

## Historie
Archeologické nálezy (socha Merkura, zbytky zdí a základy vily) dokazují, že Karres byl obýván v době římské. Předpokládá se, že zde existovala osada už v pozdní době bronzové (1300–800 př. n. l.).
První písemná zmínka pochází z roku 1099, v darovací listině je uváděn jako Cherres, další zmínka pochází z roku 1288. Karres byl pod vlivem Bavorska a soudně spravován z města Imst. Ke konci 13. století byl pod správou Peterbergu. V roce 1810 byl opět pod soudní správou Imstu a v roce 1817 zpátky pod Petersburgem. V roce 1849 přešel pod soudní správu nově vytvořeného soudního okresu Silz, ale v roce 1907 byl pod soudním obvodem Imst.
Od středověku do 19. století probíhala pod horou Tschirgant hornická činnost. Pozůstatkem z tohoto období jsou dva hornické domy.

## Památky
V Terres se nacházejí chráněné památky, například:
- farní římskokatolický kostel svatého Štěpána, děkanát Imst, diecéze Innsbruck je chráněná památka společně se hřbitovem a hřbitovní kaplí.
- kaple svatého Michala.
- železobetonový most z let 1938–1939 dlouhý 114 m.
- statek z 16. století přestavěn v 18. století.

## Galerie

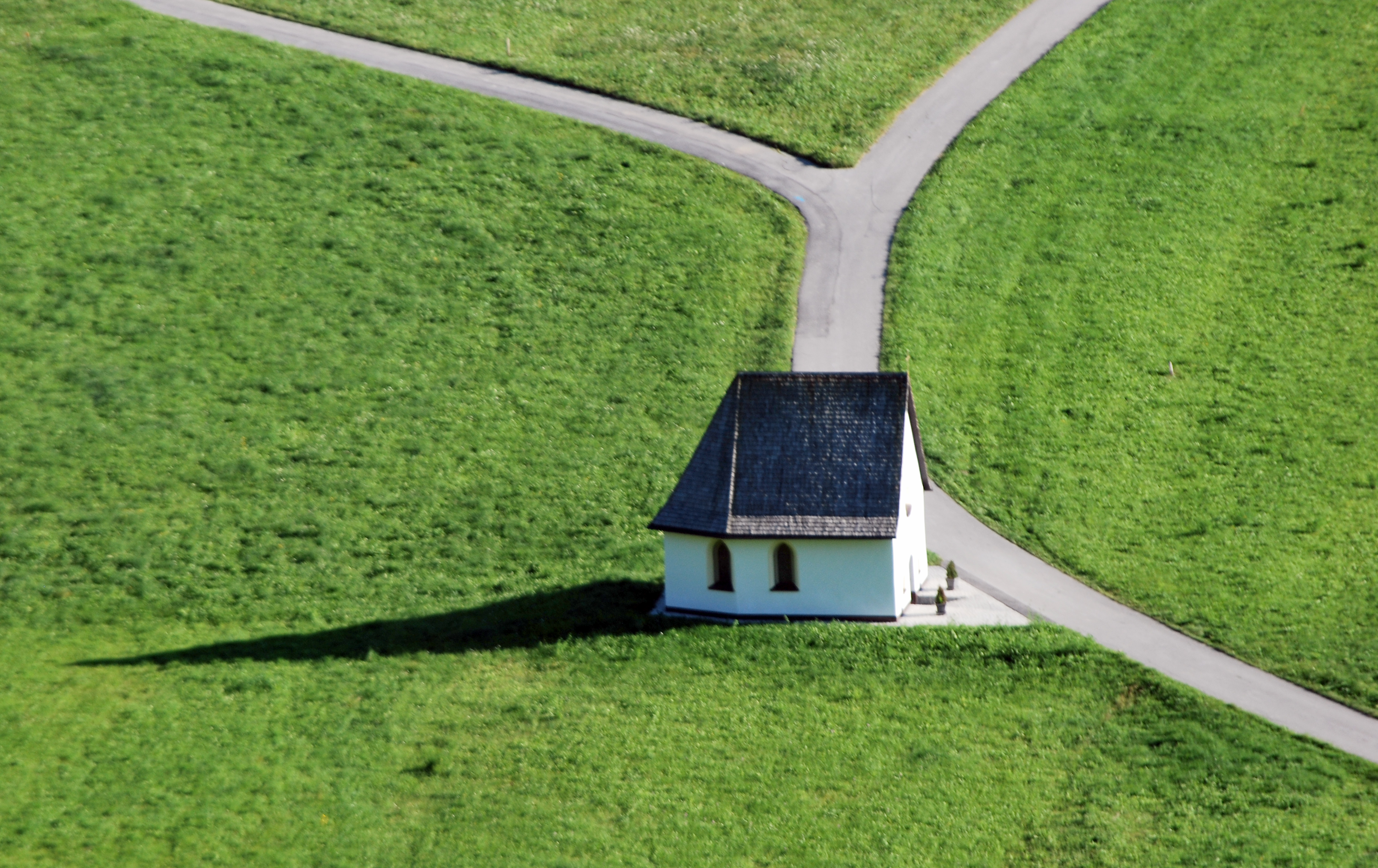
Kaple sv. Michala
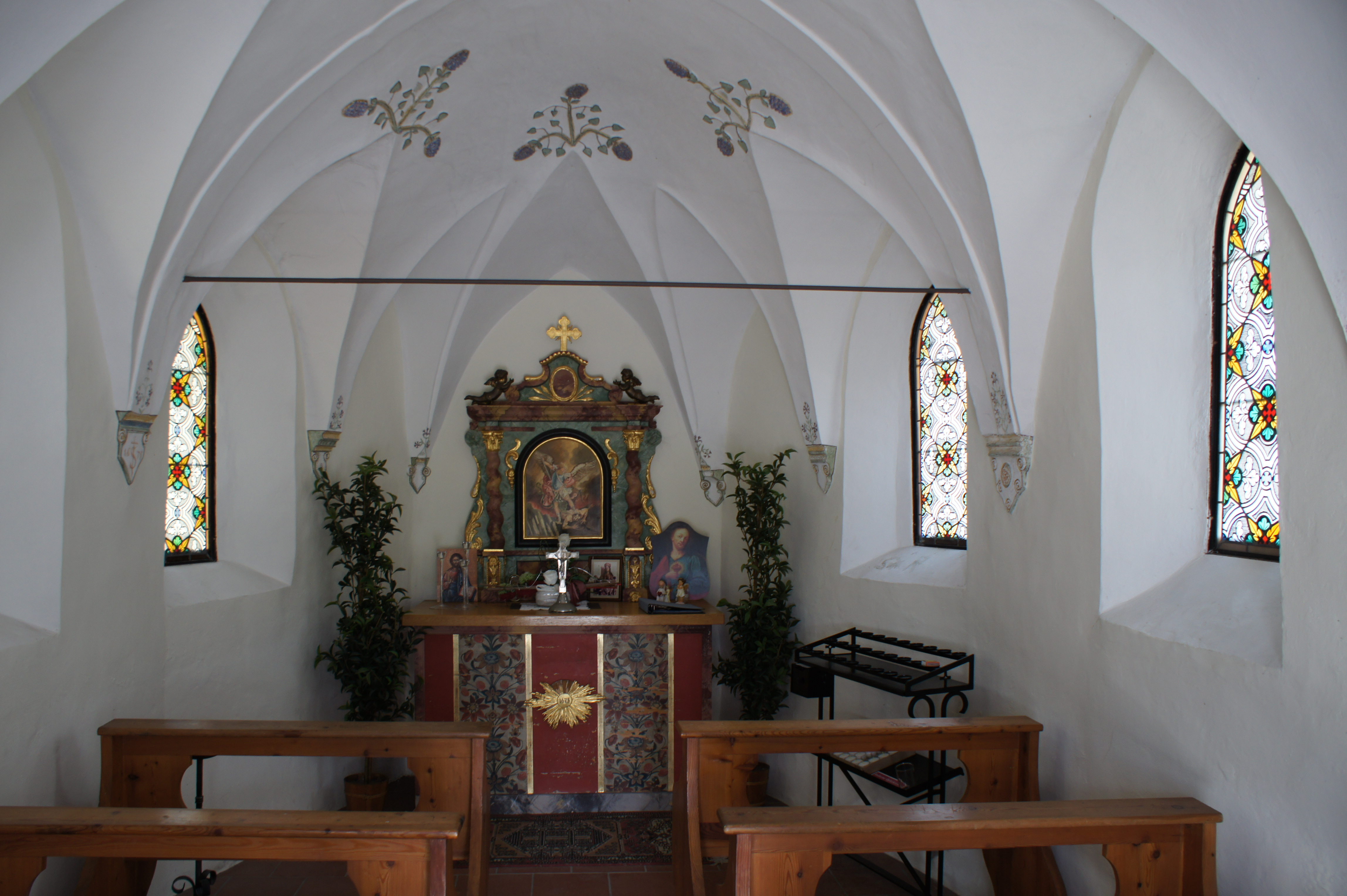
Interiér kaple sv. Michala
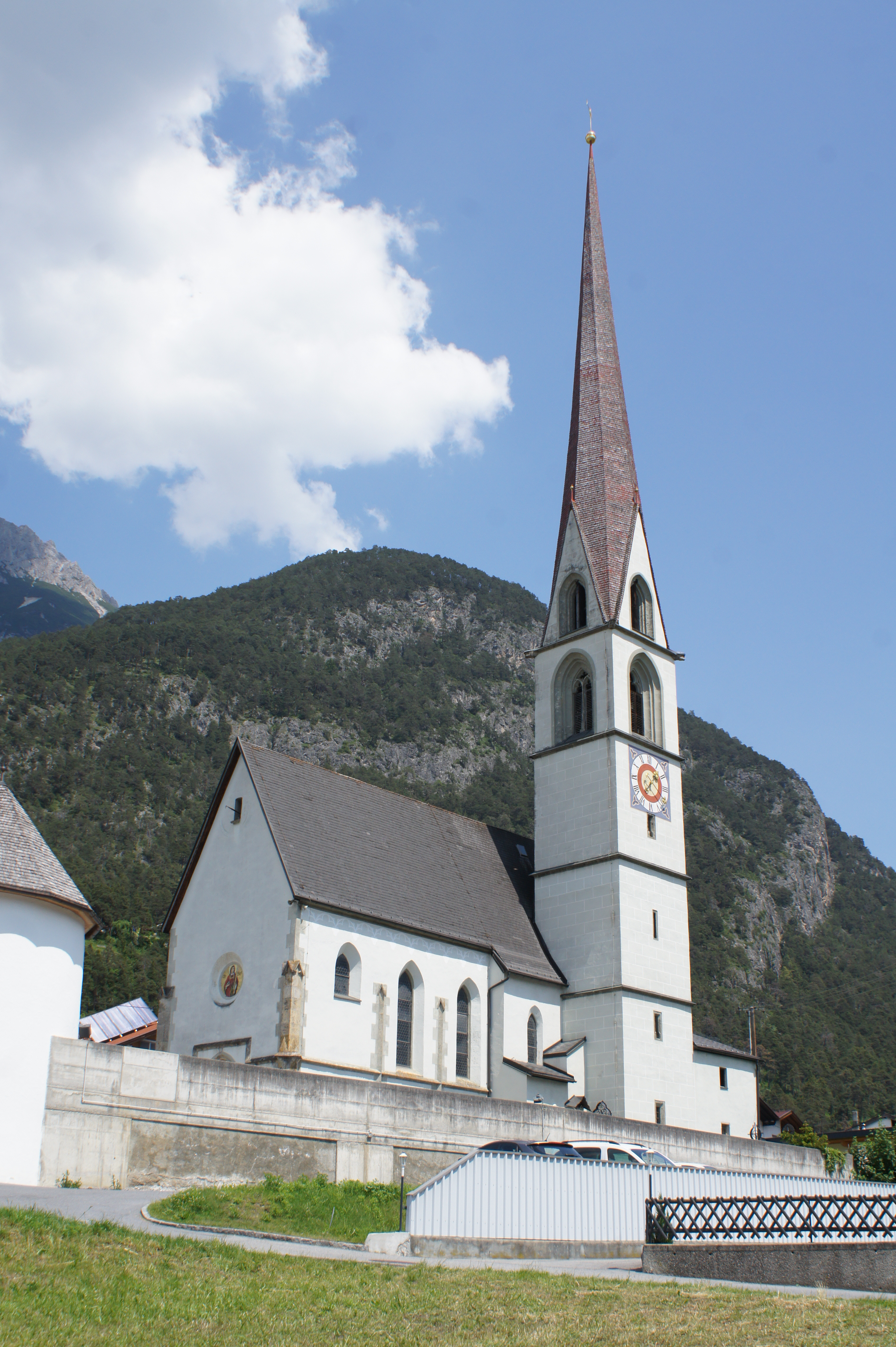
Kostel sv. Štěpána
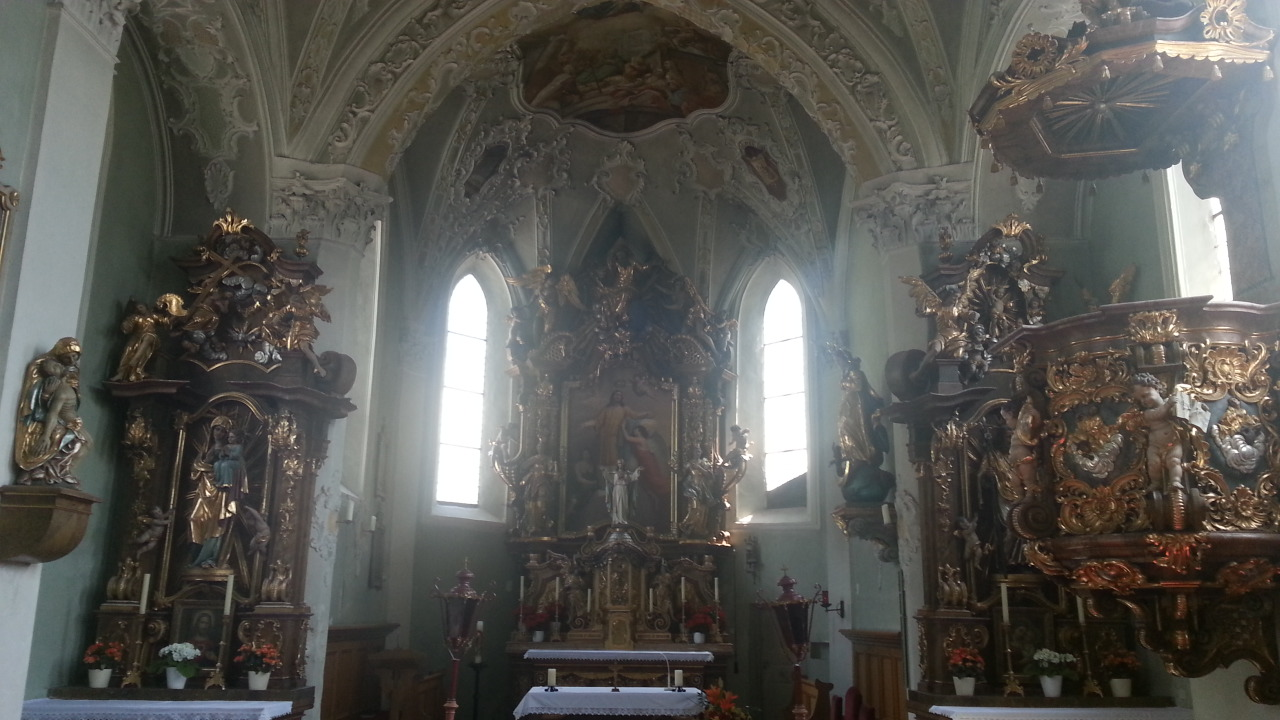
Kostel sv. Štěpána
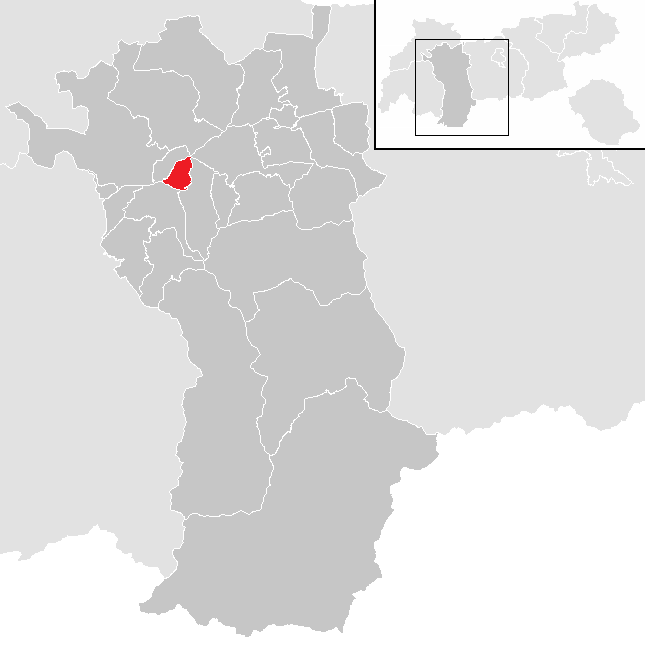
Poloha obce na mapě okresu Imst

## Znak
Blason: V modrém poli stříbrný a černý hrot, ve smíšených barvách hornické symboly mlátek a želízko.
Stříbrno-černý vrchol ve znaku Karresu představuje Tschirgant, na jehož úpatí obec leží.  Mlátek a želízko odkazují na hornickou minulost. Znak byl obci udělen Tyrolskou zemskou vládou v roce 1976.